# Spark Plasma Sintering
Spark Plasma Sintering (SPS) ist ein mit Heißpressen vergleichbares Sinterverfahren. Es ist auch unter den Synonymen „Feld-Aktiviertes Sintern“ (FAST) und DC-Current Sintering bekannt. Der Name Spark Plasma-Sintern ist umstritten, da bei experimentellen Untersuchungen weder Funken („Sparks“) noch ein Plasma während der Sintervorgangs nachgewiesen werden konnten. Sinterverfahren dienen zur Kompaktierung von pulverförmigen Materialien zu technischen Keramiken.

## Sinterprozedur
Das Pulver wird in einen Graphittiegel gefüllt, der die Form eines Hohlzylinders hat. Über zwei Graphitstempel, die in den Hohlzylinder eingepasst sind, wird das Pulver zunächst manuell vorverdichtet. Anschließend wird der Tiegel mit den Stempeln in die SPS-Maschine eingebaut. Dort kann unter Schutzgas oder Vakuum der eigentliche Sintervorgang erfolgen. Über eine hydraulische Presse wird zunächst ein definierter Druck auf das Material ausgeübt, in der Regel im Bereich von einigen Megapascal. Dieser Druck wird während des gesamten Sinterverfahrens aufrechterhalten. Das Sintern erfolgt im Wesentlichen durch Strom. Hierzu wird ein Gleichstrom verwendet, mit Stromstärken im Bereich von einigen Kiloampere und Spannungen von einigen Volt.
Das Charakteristische an diesem Verfahren ist, dass der Gleichstrom direkt durch das Pulver geleitet wird. Dies wird sichergestellt durch eine elektrisch isolierende Folie zwischen Pulver und Graphittiegel, falls dieser nicht ohnehin schon einen wesentlich höheren Widerstand als der Pulverpressling aufweist. Durch den Ohm'schen Widerstand des Pulvers wird die elektrische Leistung des Stroms in Wärmeleistung umgesetzt, wodurch das Pulver aufgeheizt wird. Durch viskoses Fließen oder durch (partielles) Aufschmelzen unter hohem Druck und anschließendes Abkühlen der Partikel kommt es zur Verschmelzung dieser und damit des Pulvers. Somit wird der Sinterkörper von innen heraus erwärmt und nicht wie beim Heißpressen von außen. Der Vorteil in diesem Verfahren liegt darin, dass die mögliche Heiz- bzw. Kühlrampe extrem steil ist (bis zu 1000 K/min), außerdem sind kurze Prozesszeiten (Bereich < 30 min) bei hoher Kompaktierung (> 90 % theoretischer Dichte) möglich. Das Verfahren ermöglicht zudem eine Kompaktierung von Werkstoffen weit unterhalb des eigentlichen Schmelzpunkt eines Festkörpers aus dem gleichen Material.

## Einsatz
Neben den klassischen Einsatzgebieten von Sintertechniken kommt das Spark Plasma-Sintern seit kurzem auch im Bereich der Nanotechnologie zum Einsatz. Sie wird dazu genutzt, nanoskaliges Pulver in makroskopische Formen zu bringen, ohne die Nanostrukturen zu verlieren. Möglich wird dies durch die hohen Heiz- und Abkühlraten und kurzen Prozesszeiten.
Das Spark Plasma-Sintern ermöglicht es damit, einzigartige Eigenschaften der Nanowelt auf Werkstoffe auf makroskopischer Skala zu übertragen und somit neue Möglichkeiten in der Material- oder Energietechnik zu eröffnen.